# 李宣化
李宣化（1922年—2018年1月22日），河南杞县人，中国人民解放军将领、中国人民解放军中将。
1988年，授予中国人民解放军中将，曾任兰州军区政治委员。